# Gamma-Glutamylcarboxylase
Die γ-Glutamylcarboxylase (oder kurz: GGCX) ist ein Enzym, welches mithilfe des Kofaktors Vitamin K spezielle Glutamylreste verschiedener Proteine in der Gamma-Position carboxyliert und diese Proteine so aktiviert. Hierzu gehören gerinnungsfördernde Faktoren (II, VII, IX, X) und gerinnungshemmende Faktoren wie die Proteine C und S aber auch Proteine wie Osteocalcin und Matrix-Gla-Protein oder Liganden für Rezeptor-Tyrosinkinasen wie beispielsweise Gas6. Diese Carboxylierung wird für die Proteinfunktionen, zum Beispiel der Gerinnungsfaktoren benötigt, weil sie ihre Bindungsfähigkeit für Calcium und ihre Bindung an Phospholipide erlaubt.
GGCX ist ein Membranenzym des rauen Endoplasmatischen Retikulums. GGCX enthält 758 Aminosäuren, ist beim Menschen im Chromosom 2 Genlocus p12 kodiert. Das Gen enthält 15 Exons.
Das Enzym katalysiert die folgende Reaktion (es liegen jedoch keine freien Aminosäuren vor, sondern diese sind in ein Protein eingebunden):
 + CO2   →   

## Klinische Bedeutung
Ein Mangel kann zum seltenen Krankheitsbild Hereditärer kombinierter Mangel an Vitamin-K-abhängigen Gerinnungsfaktoren führen.